# Aliaksandr Padshyvalau
Aliaksandr Padshyvalau (Minsk, 8 de marzo de 1996) es un jugador de balonmano bielorruso que juega de central en el Meshkov Brest. Es internacional con la selección de balonmano de Bielorrusia.
Su primer campeonato con la selección fue el Campeonato Mundial de Balonmano Masculino de 2017.

## Palmarés

### Meshkov Brest
- Liga de Bielorrusia de balonmano (1): 2023

## Clubes
| Club           | País        | Año         |
| -------------- | ----------- | ----------- |
| SKA Minsk      | Bielorrusia | 2015 - 2018 |
| TSV GWD Minden | Alemania    | 2018 - 2021 |
| CSKA Moscú     | Rusia       | 2021 - 2022 |
| Meshkov Brest  | Bielorrusia | 2022 - Act. |